# Grußendorf (Sassenburg)
Grußendorf ist ein Ortsteil der Gemeinde Sassenburg im Landkreis Gifhorn, Niedersachsen, der zirka 2200 Einwohner hat.

## Geografie
Grußendorf liegt nordöstlich innerhalb der Gemeinde Sassenburg. Etwa drei Kilometer westlich des Ortes fließt der Elbe-Seitenkanal, östlich liegt das Vogelmoor. Durch Grußendorf führt die Landstraße 289, außerdem endet die Umgehungsstraße K 28 in dem Ortsteil.
| Stüde 2,1 km      | Wittingen 22,4 km                           | Ehra 6,8 km      |
| Wagenhoff 21,6 km | Kompassrose, die auf Nachbargemeinden zeigt | Bergfeld 12,1 km |
| Westerbeck 6,5 km | Bokensdorf 5,7 km                           | Barwedel 6,0 km  |

## Geschichte
Die erste urkundliche Erwähnung erfolgte im Jahre 1310 als „Grustendorpe“ in einer mittelalterlichen Besitzurkunde der Familie von dem Knesebeck. Die nächste Erwähnung erfolgte am 21. Juni 1322 als „Gruzendrope“, welches mit seinen vier Höfen per Kaufvertrag an den Ritter von Bartensleben verkauft wurde.
Im Jahr 1533 wird Leben in Grußendorf registriert, vorher stand der Ort vermutlich aufgrund von Krankheiten und Missernten leer. Die vier Höfe wurden unter der Auflage von Lehnabgaben wieder besiedelt. Im 16. Jahrhundert wurde auf kleinen Ackerflächen Roggen und Buchweizen angebaut. Schafhaltung war ein weiterer Erwerbszweig. Die Erwirtschaftungen dienten der Selbstversorgung und der Erwirtschaftung der Abgaben an den Lehnsherren.
1692 fiel Grußendorf, das bis dahin eine brandenburgische Exklave war, durch den Vertrag von Wallstawe an das Herzogtum Lüneburg-Celle.
Am 1. März 1974 wurde Grußendorf in die neue Gemeinde Sassenburg eingegliedert.

## Religion

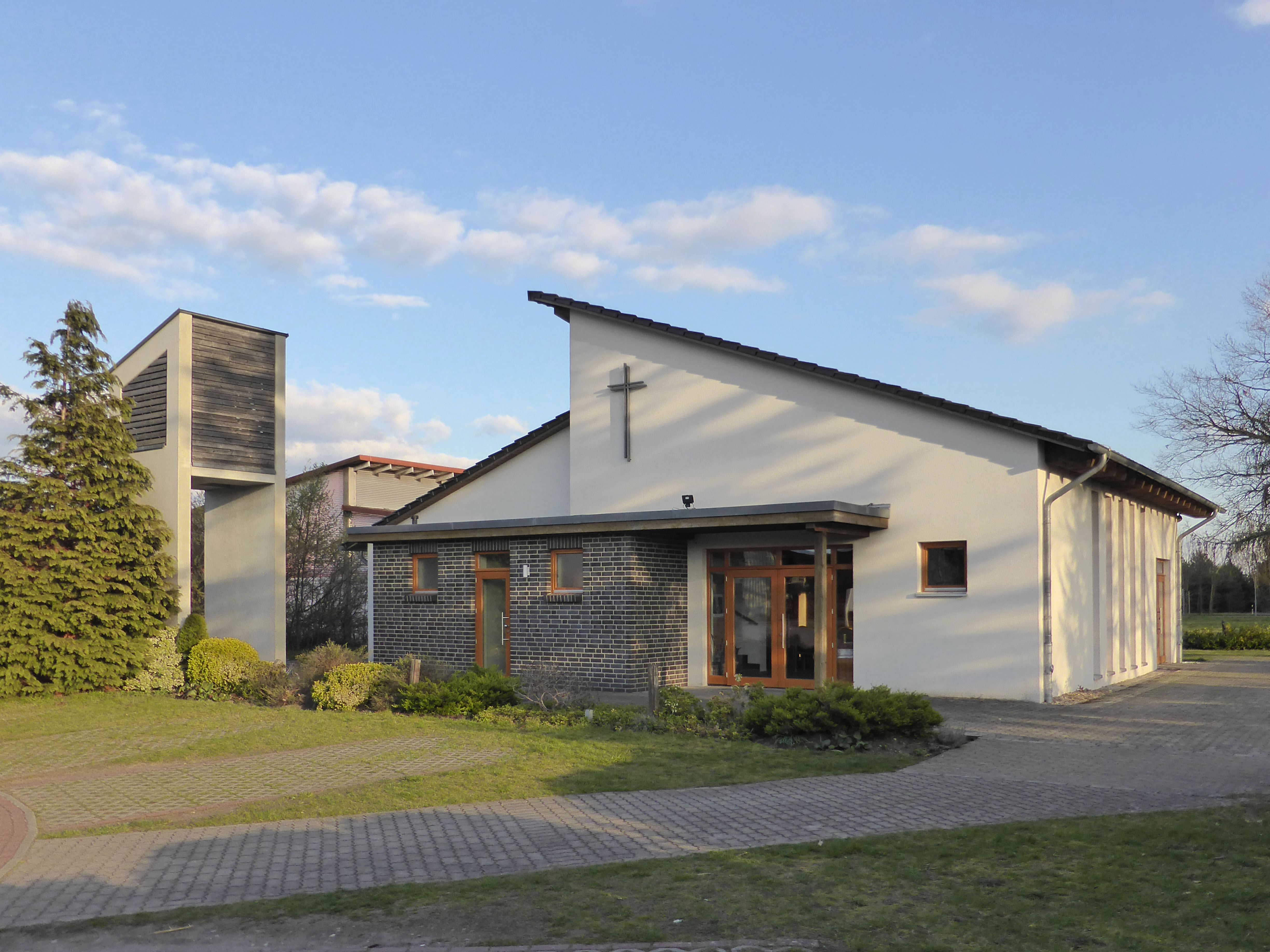
Kapelle

Die Kapelle von Grußendorf ist eine von drei Sassenburger Kirchen. Sie wurde 1950 erbaut. Nach dem Anbau eines Aussegnungsraumes wurde sie 1963 nach dem Heiligen Stephanus benannt. 1996 fand ein Umbau und eine Vergrößerung der Stephanus-Kapelle statt. Durch ein Feuer im Jahr 2002 wurde sie erheblich zerstört. Nach einem Neubau wurde die Kapelle 2005 wiedereröffnet. 2006 wurde der Glockenturm mit einer Glocke bestückt. Die Kapelle gehört zur Kirchengemeinde Sassenburg im Kirchenkreis Gifhorn der Evangelisch-lutherischen Landeskirche Hannovers, katholische Einwohner Grußendorfs gehören zur Pfarrei St. Altfrid (Gifhorn).

## Ortsrat

### Ortsrat
Der Ortsrat Grußendorf setzt sich aus fünf Mitgliedern zusammen. Die Ortsratsmitglieder werden durch eine Kommunalwahl für jeweils fünf Jahre gewählt.
Bei der Kommunalwahl 2021 ergab sich folgende Sitzverteilung:
| Ortsrat 2021Insgesamt 5 Sitze - SPD: 1 - B.I.G.: 2 - CDU: 2 |

### Ortsbürgermeister
Ortsbürgermeister ist Markus Knobloch (CDU).

## Wappen
Das Wappen zeigt im Wappenhaupt drei rote Azaleenblüten auf silbernem Feld und darunter eine silberne Holzgabel auf grünem Grund.
Die Heugabel und die grüne Farbe stehen für die landwirtschaftliche Nutzung in diesem Gebiet. Die Blüten symbolisieren die in Grußendorf betriebene Azaleenzucht als eigenen Wirtschaftszweig und die Wiederentstehung der Ortschaft, nach dem sie um das Jahr 1400 wüst gefallen war und 1533 neu besiedelt wurde. Die Farben Rot-Weiß stehen darüber hinaus für die Zugehörigkeit des Ortes zur Mark Brandenburg (1309–1692).
Das Wappen wurde von Arnold Rabbow entworfen und am 12. Juli 1989 einstimmig vom Rat des Ortes angenommen.

## Wirtschaft und Infrastruktur

### Unternehmen
Der Forsthof Grußendorf baut seit seiner Gründung im Jahre 1972 Kulturheidelbeeren an. Seit 2019 gehört das Unternehmen zur Blaubeergarten GmbH mit Sitz in Grethem.

### Bildung

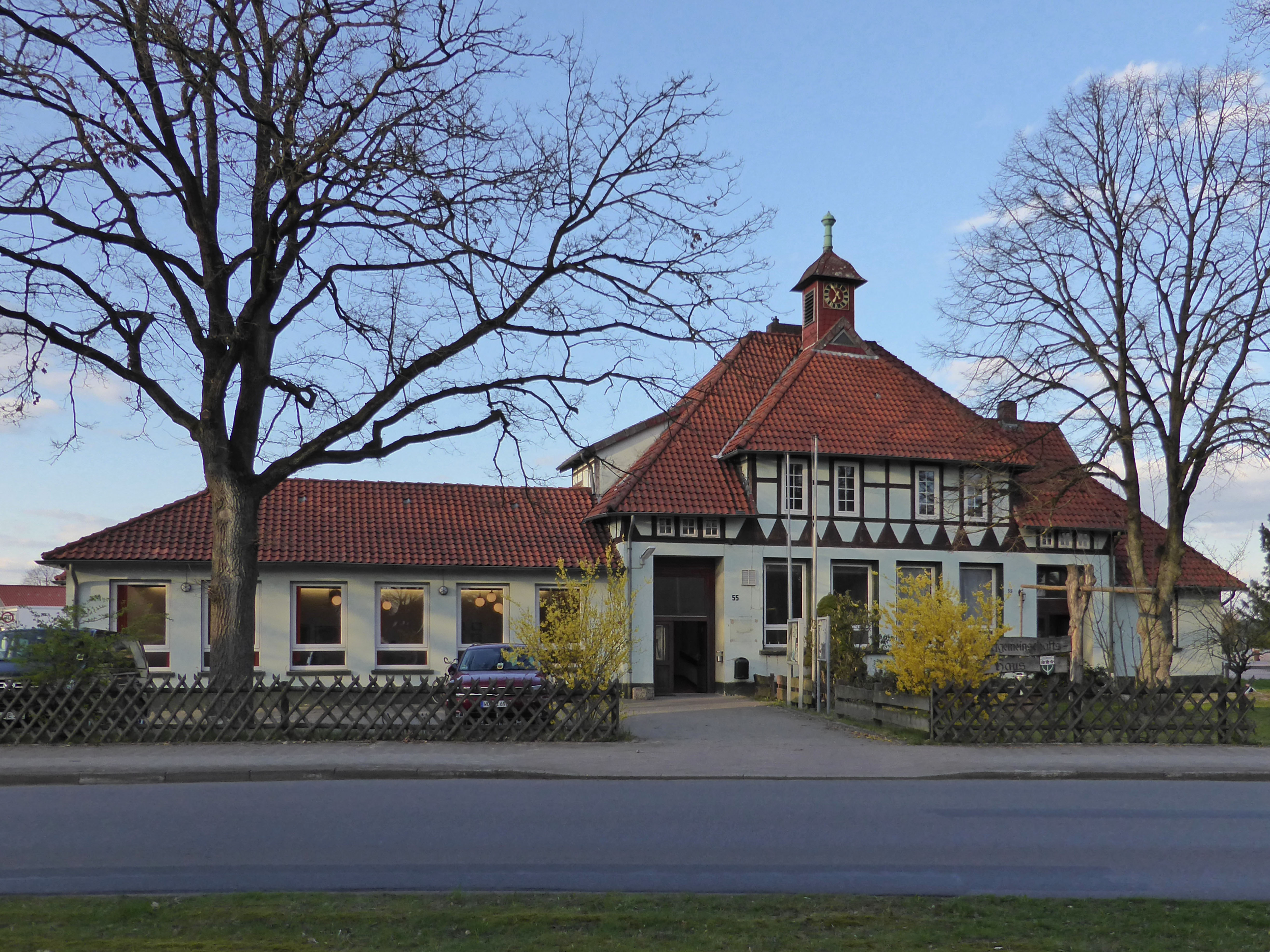
Ehemalige Schule

Um etwa 1725 wurde die erste Schule, die Reihe-Schule, eröffnet. Weil es noch kein Schulgebäude gab, wurde der Unterricht auf Höfen ausgeführt. 1853 entstand das erste Schulgebäude, erbaut zwischen Grußendorf und Stüde. 1911 besuchten über 80 Schüler aus beiden Ortsteilen den Unterricht. Als der Schulverband Grußendorf-Stüde aufgelöst wurde, bekamen beide Orte ihre eigenen Schulgebäude. 1979 wurde die Schule zur Grundschule umfunktioniert, wieder für beide Ortsteile. Sie erhielt auf Wunsch des Ortsrates den Namen „Hermann-Löns-Schule“, benannt nach Hermann Löns. 1990 wurde ein Schulkindergarten eingerichtet. 1995 zog die Schule in einen Neubau ein.
Im Schuljahr 2009/2010 wurden insgesamt 105 Kinder von neun Lehrkräften an der Hermann-Löns-Schule unterrichtet.
Die Kindertagesstätte neben der Schule wurde 1992 eröffnet und wird von der Arbeiterwohlfahrt (AWO) betrieben. Sie bietet Platz für 75 Kinder und seit 2010 eine Hort-Betreuung für Grundschulkinder.

### Vereine
| Name                             | Gründung          | Anmerkungen |
| -------------------------------- | ----------------- | --- |
| Freiwillige Feuerwehr Grußendorf | 1949              | Stützpunktfeuerwehr |
| Feuerwehr-Musikzug Grußendorf    | 1974              | |
| Chor                             | 1908              | Von 1908 bis 1914 als Gesangverein Grußendorf aktiv, wieder gestartet 1918 als Männergesangsverein und 1919 unter neuer Leitung als gemischten Chor weiter geführt |
| Schützenverein Grußendorf        | 17. April 1921    | |
| Tennis-Club Grußendorf           | 21. Dezember 2002 | |
| Trecker Treck Grußendorf         | 12. August 1995   | |
| TSV Grußendorf                   | 9. Mai 1911       | Als Turnverein 1911 gegründet, 1930 mit einer Fußballabteilung erweitert                                                                                           |
| MFC Grußendorf                   | 20. November 1983 | Am 20. November 1983 von 10 Mitgliedern als Modellflugclub gegründet, nun zählt der Verein etwa 50 aktive Mitglieder, vor allem F-Schlepp an Wochenenden           |